# Spooksville: Pueblo Sobrenatural
Spooksville: Pueblo Sobrenatural es una serie de televisión de acción y aventuras de acción en vivo que se estrenó en Hub Network el 26 de octubre de 2013. El espectáculo se basa en la serie de libros del mismo nombre. El show es producido por Jane Startz, que también produjo Tuck Everlasting y Ella está Encantada. El espectáculo es una adaptación para la televisión por James Krieg (Scooby-Doo, Batman, Hombre Araña, Linterna Verde, y Espectacular!).

## Sinopsis
El nuevo chico en la ciudad descubre que él es la clave para una batalla entre el bien y el mal que se ha venido realizando desde hace siglos en un pequeño pueblo extraño que acoge a una amplia gama de acontecimientos sobrenaturales e inexplicables.
.

## Elenco

### Personajes principales
- Keean Johnson como Adam Freeman.

- Katie Douglas como Sally Wilcox.
- Nick Purcha como Watch Waverly.[4]
- Morgan Taylor Campbell como Ann Templeton.

### Personajes recurrentes
- Samuel Patrick Chu como Brandon.
- Steve Bacic como George Freeman.
- Kimberly Sustad como Madeline Templeton.
- Peter Bryant como Moorpark.
- Frank C. Turner como El Alcalde.
- Jacqueline Samuda como Sra. Waverly
- Reece Alexander como Oficial Dugan.
- Harrison Houde como Stanley 'Scaredy' Katzman.
- Glynis Davies como Director Blackwater.
- Patricia Harras como Dodie Wilcox.
- Erica Carroll como Laurel Hall.

## Episodios
| Episodios | Emisión original      | Emisión original   | Emisión en Latinoamérica | Emisión en Latinoamérica | Lanzamiento en DVD/Blu-ray | Lanzamiento en DVD/Blu-ray | Lanzamiento en DVD/Blu-ray |
| Episodios | Inicio                | Final              | Inicio                   | Final                    | Región 1/A                 | Región 2/B                 | Región 4/B                 |
| --------- | --------------------- | ------------------ | ------------------------ | ------------------------ | -------------------------- | -------------------------- | -------------------------- |
| 22        | 26 de octubre de 2013 | 17 de mayo de 2014 | 6 de octubre de 2014     | 28 de marzo de 2015      | TBA                        | TBA                        | TBA                        |

## Reconocimiento
| Year | Award              | Category                                                             | Recipient(s)                                                      | Result   |
| ---- | ------------------ | -------------------------------------------------------------------- | ----------------------------------------------------------------- | -------- |
| 2014 | Young Artist Award | Best Performance in a TV Series - Leading Young Actor                | Keean Johnson                                                     | Nominado |
| 2014 | Young Artist Award | Best Performance in a TV Series - Leading Young Actress              | Katie Douglas                                                     | Nominado |
| 2014 | Young Artist Award | Best Performance in a TV Series - Supporting Young Actor             |                                                                   | Nominado |
| 2014 | Young Artist Award | Best Performance in a TV Series - Supporting Young Actress           | Morgan Taylor Campbell                                            | Nominado |
| 2014 | Young Artist Award | Best Performance in a TV Series - Guest Starring Young Actor 11-13   | Sean Michael Kyer                                                 | Nominado |
| 2014 | Young Artist Award | Best Performance in a TV Series - Guest Starring Young Actress 17-21 | Tiera Skovbye                                                     | Nominado |
| 2014 | Young Artist Award | Best Performance in a TV Series - Recurring Young Actor 17-21        | Samuel Patrick Chu                                                | Nominado |
| 2014 | Young Artist Award | Best Performance in a TV Series - Recurring Young Actor 17-21        | Harrison Houde                                                    | Nominado |
| 2014 | Young Artist Award | Outstanding Young Ensemble in a TV Series                            | Katie Douglas, Keean Johnson, Nick Purcha, Morgan Taylor Campbell | Nominado |